# Acalypha laevigata
Acalypha laevigata é uma espécie de flor do gênero Acalypha, pertencente à família Euphorbiaceae.